# Фальконет

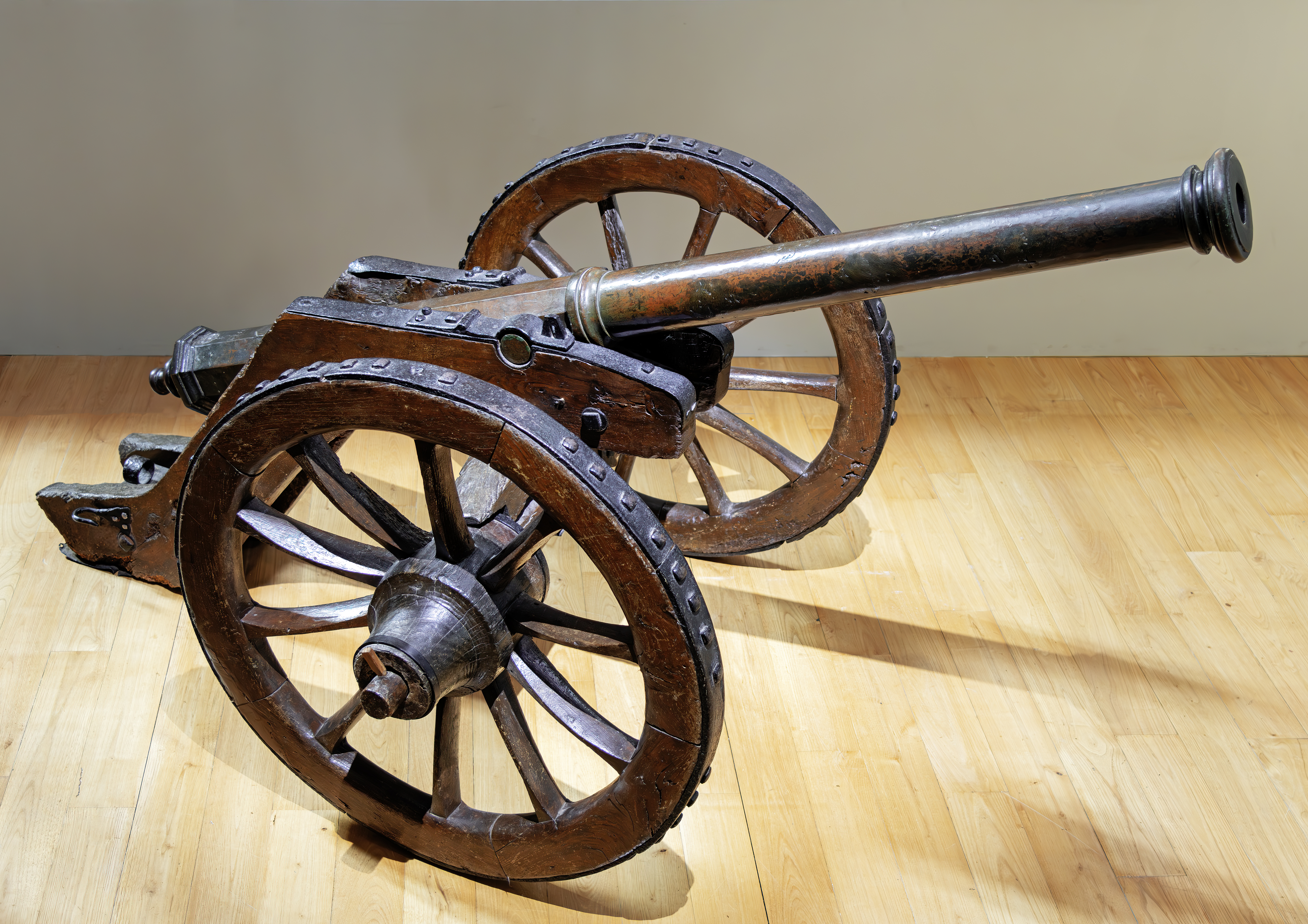
Фальконет

Фальконе́т (італ. falconetto, зменшувальна форма від falcone — «сокіл», тип гармати)  — малокаліберна артилерійська гармата, вживана у XVI—XVIII століттях, стріляла свинцевими ядрами.
Фальконети використовувалися запорожцями, зокрема, 4-6 фальконетами озброювалися чайки.